# وجيد علي
وجيد علي (من مواليد 11 يناير 1984) هو لاعب باكستاني محترف عالمي. كان عضوًا في فريق كابادي الوطني الباكستاني الذي فاز بميداليات برونزية آسيوية في عام 2010 في قوانغتشو وفي عام 2014 في إنتشون.